# クラシックホテル
クラシックホテルとは、戦前に創業した日本のホテル、もしくは戦前に建設された日本のホテル建築を指して用いられる言葉。

## 概要
明確な定義付けは存在せず、使用者によって指す対象に違いがある。初出は不詳であるが、1997年（平成9年）以前にホテルニューグランドが呼びかける形で、日光金谷ホテル・富士屋ホテル・万平ホテル・東京ステーションホテル・奈良ホテルの5つのホテルとともに「クラシックホテルの仲間たち」というグループを結成し、共同でのPR活動などを開始した。また「週刊ダイヤモンド」編集部編の『日本のベストホテル』1998年（平成10年）版に「日本のクラシックホテル」という特集記事が掲載されており、言葉として一般的に使用されるようになったのは1990年代後半以降であると考えられる。
対象としては
1. 第二次大戦前に創業した日本のホテルで、戦前に建設された建物で営業が行われているホテル。
2. 第二次大戦前に創業し、現在も営業を続けている日本のホテル[2]。
3. 日本に限らず、創業から長い歴史を歴史を持つホテル、または長い年月を経たホテル建築[3]。

などが挙げられる。以下、本項目では「戦前に建設された日本のホテル建築」を中心に記載する。

## 主なクラシックホテル
和風旅館は含まない（名称が「ホテル」であっても、内容が和風旅館であるものも同様）。

### 日本クラシックホテルの会加盟ホテル
「日本クラシックホテルの会」は、2017年11月に設立された業界団体。いずれも太平洋戦争以前に開業し、建物など当初の姿が現存、または復元で残している。訪日外国人客の取り込みに向け共同PRを行い、人材交流も行う。
- 日光金谷ホテル（登録有形文化財・近代化産業遺産・現存最古のクラシックホテル） - 1873年（明治6年）6月開業。栃木県日光市上鉢石町1300
- 富士屋ホテル（登録有形文化財・近代化産業遺産） - 1878年（明治11年）7月15日開業。神奈川県足柄下郡箱根町宮ノ下359
- 万平ホテル（登録有形文化財・近代化産業遺産） - 1894年（明治27年）7月1日開業。長野県北佐久郡軽井沢町大字軽井沢925
- 奈良ホテル（近代化産業遺産） - 1909年（明治42年）10月17日開業、創業時の建物現存。奈良県奈良市高畑町1096
- 東京ステーションホテル（国の重要文化財） - 1915年（大正4年）11月2日開業、創業時の建物現存。重要文化財であるJR東京駅丸ノ内本屋の南半分を占める。丸ノ内本屋復元工事のため、2006年4月から2012年9月まで休業していた。休業時に「クラシックホテルの仲間たち」のリストからははずされ、営業再開後も掲載されていなかったが、「日本クラシックホテルの会」では発足時から会員である。東京都千代田区丸の内1-9-1
- ホテルニューグランド（近代化産業遺産） - 1927年（昭和2年）12月1日開業、創業時の建物現存。神奈川県横浜市中区山下町10
- 蒲郡クラシックホテル（登録有形文化財・近代化産業遺産） - 1934年（昭和9年）3月1日開業、創業時の建物現存。旧蒲郡ホテル。愛知県蒲郡市竹島町15-1
- 雲仙観光ホテル（登録有形文化財・近代化産業遺産） - 1935年（昭和10年）10月10日開業、創業時の建物現存。長崎県雲仙市小浜町雲仙320
- 川奈ホテル（登録有形文化財・近代化産業遺産） - 1936年（昭和11年）12月6日開業。静岡県伊東市川奈1459

### 戦前に創業し、かつ戦前の建物で営業しているホテル
※創業当時と事業者が交代しているケースを含む。日本クラシックホテルの会加盟ホテル以外。
- ホテルニューカマクラ(鎌倉市の景観重要建築物) - 大正中期開業、旧山縣ホテル。神奈川県鎌倉市御成13-2
- アンワインド ホテル＆バー小樽（近代化産業遺産） - 1931年（昭和6年）開業。旧越中屋ホテル。戦時中の陸軍、戦後の米軍への接収を経てオフィスとして使用されていたが1993年（平成5年）に小樽グランドホテル・クラシックとして再開業、2009年（平成21年）2月16日閉鎖。2016年に香港拠点の不動産投資業SiSインターナショナルホールディングスの関連会社が買収し、2019年（平成31年）4月13日現在の名称で再々開業[5][6]。北海道小樽市色内1-8-25
- 十和田ホテル（登録有形文化財・近代化産業遺産） - 1938年（昭和13年）施工、1939年（昭和14年）8月3日開業。秋田県鹿角郡小坂町十和田湖西湖畔

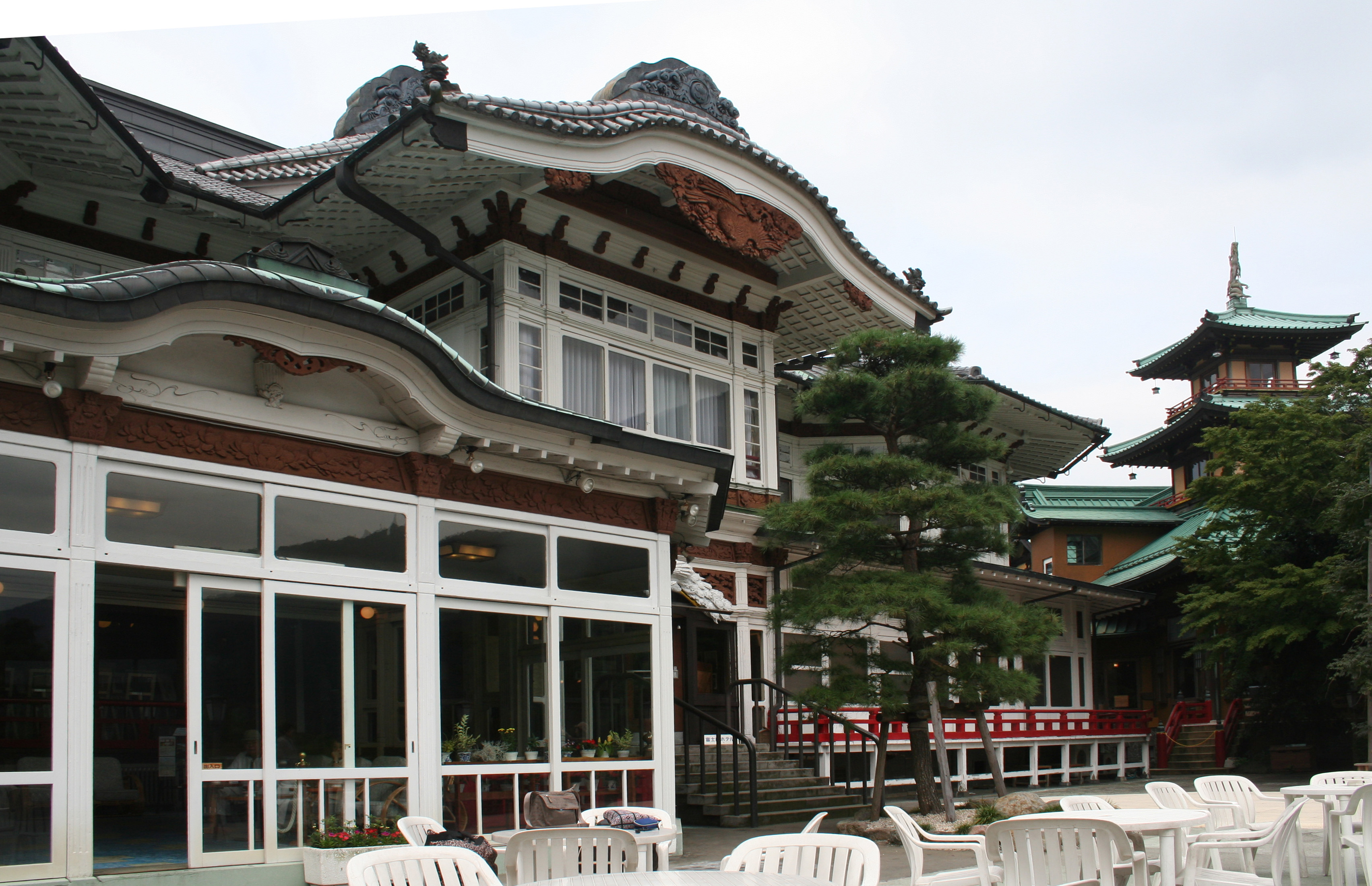
富士屋ホテル
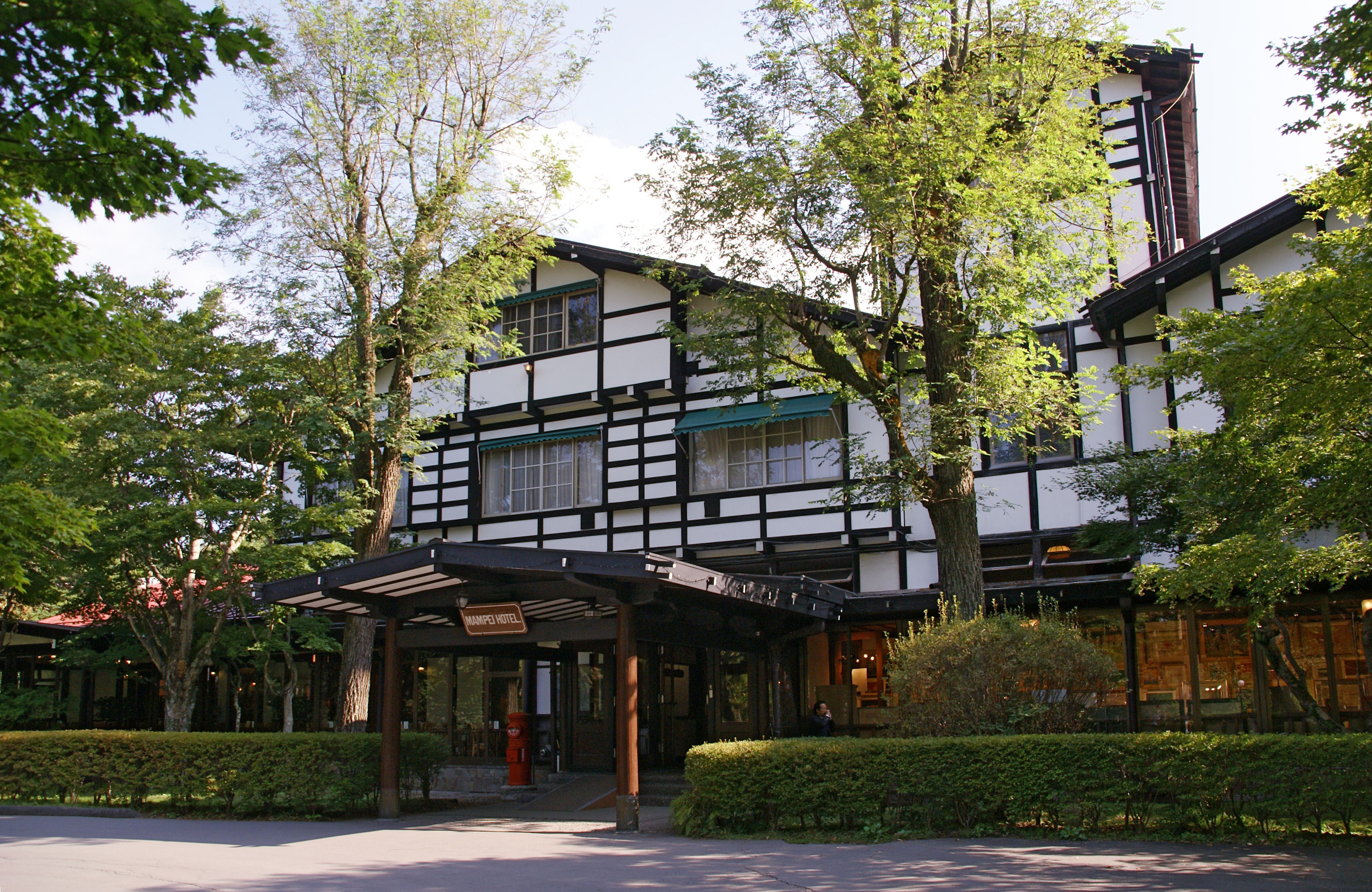
万平ホテル
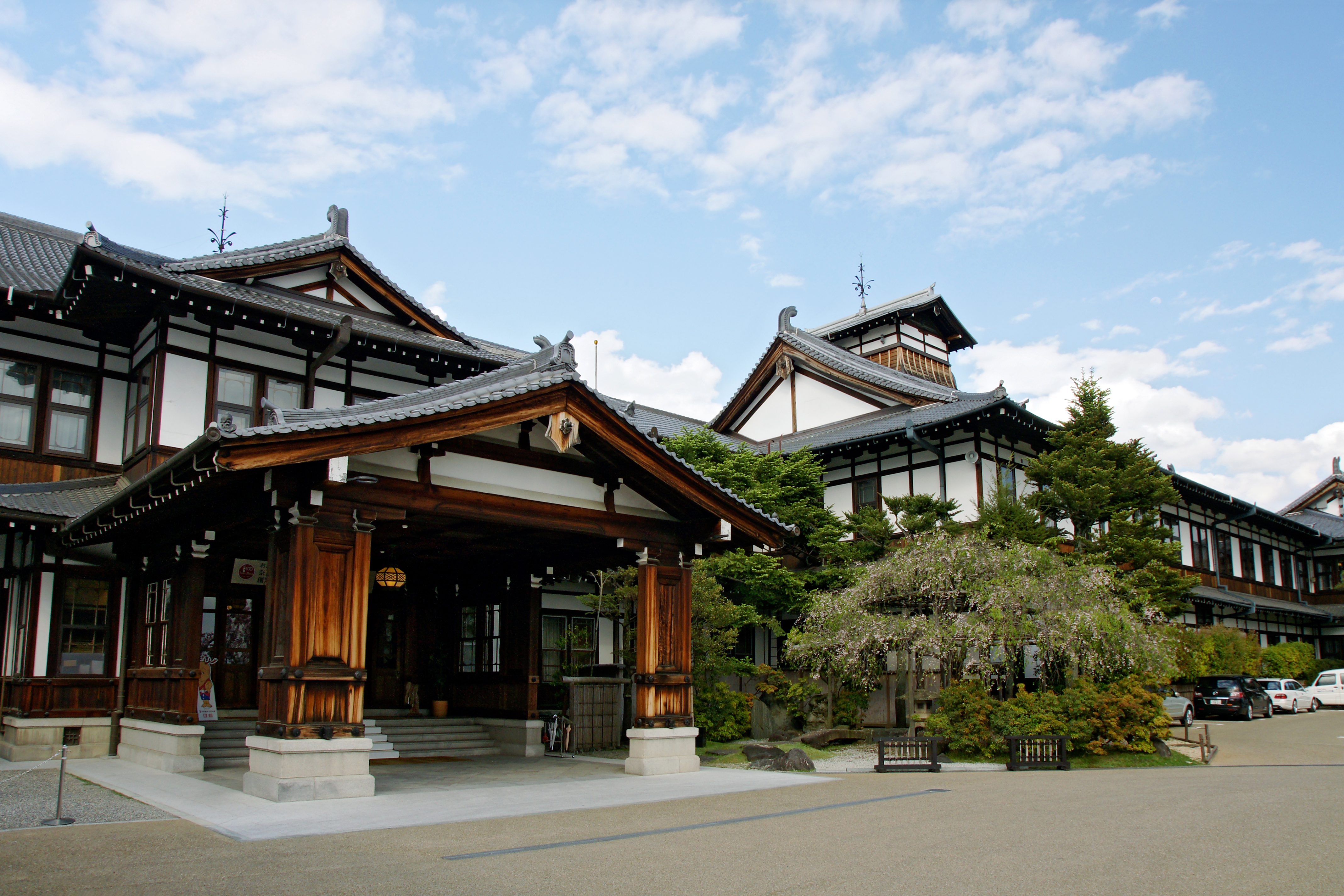
奈良ホテル
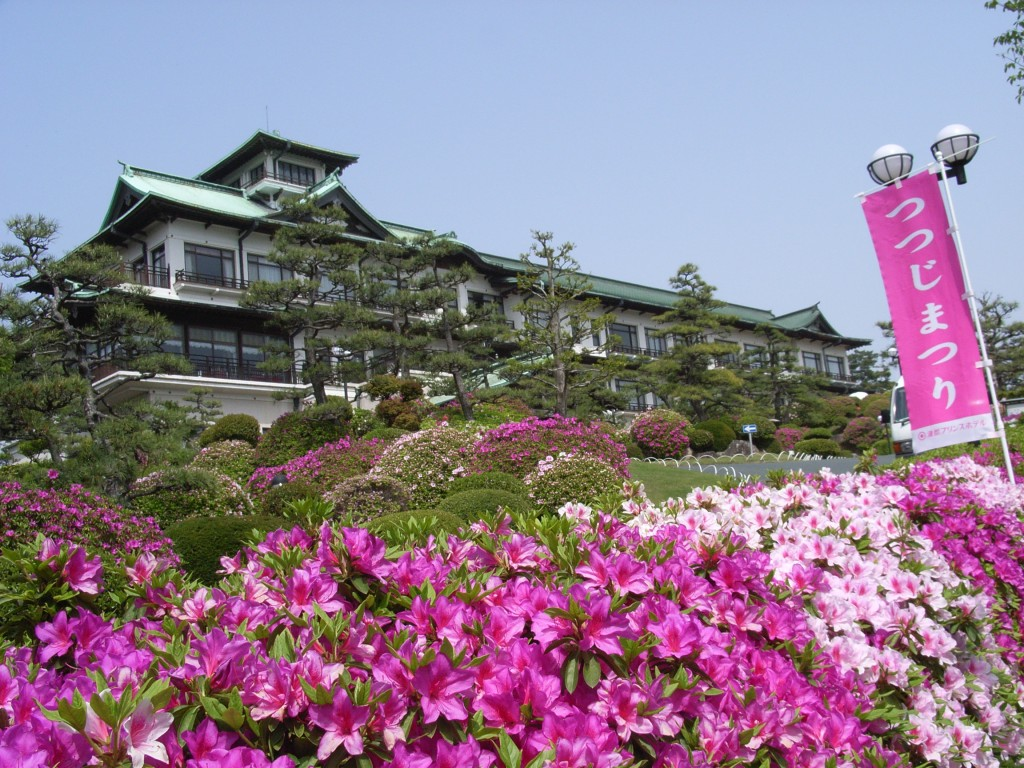
蒲郡クラシックホテル
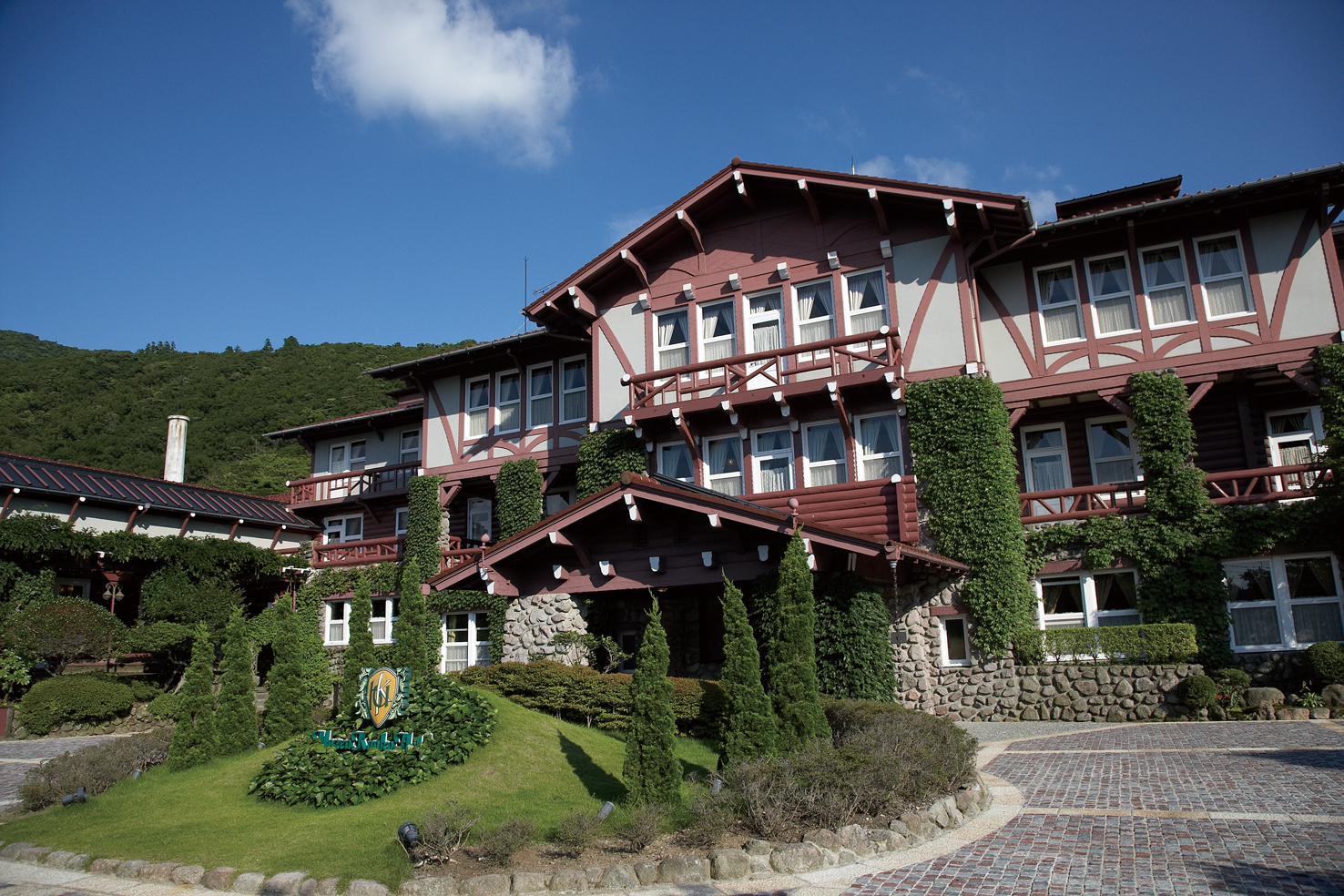
雲仙観光ホテル

### 戦前のホテル建築を転用して戦後開業したホテル
- 龍宮殿本館 - 1936年（昭和11年）に浜名湖ホテルとして建築、開業。1939年（昭和14年）に休業後、1940年（昭和15年）に海軍に接収され療養所となる。1957年（昭和32年）に箱根に移築されてホテルとして再開業。神奈川県足柄下郡箱根町元箱根139
- 志摩観光ホテル ザ クラブ - 1937年（昭和12年）に叡山ホテルとして建築、開業。戦争中に一部が鈴鹿海軍将校集会所として移築され、これを再移築して1951年（昭和26年）ロビー棟として開業。2007年（平成19年）にいったん閉鎖、解体の方針と伝えられたが最終的に存続となった[7]（西館は解体）。2015年5月8日から2016年春まで耐震補強や改装工事のため休館。2016年にレストラン・ギャラリー棟「ザ クラブ」として再オープン。三重県志摩市阿児町賢島

### 文化財等として保存されているホテル建築
- 豊平館（国の重要文化財・近代化産業遺産） - 1880年（明治13年）施工。北海道開拓使が要人向けの宿泊施設として建設。1910年（明治43年）札幌の公会堂となる。北海道札幌市中央区中島公園1-20
- 三笠ホテル（国の重要文化財・近代化産業遺産） - 1905年（明治38年）施工、1906年（明治39年）開業、1970年（昭和45年）廃業、創業時の建物現存。長野県北佐久郡軽井沢町大字軽井沢1339-342
- 大名ホテル（近代化産業遺産） - 1919年（大正8年）施工、ホテルとしては使用されず。旧日光市庁舎本館として保存されている。栃木県日光市中鉢石町999
- 大湊ホテル（近代化産業遺産） - 1921年（大正10年）開業。1985年（昭和60年）営業終了。1995年（平成7年）に創業時の姿に復元され、「鈴木誠作記念館」として使用されている。青森県むつ市中央2-13
- 帝国ホテル・ライト館（登録有形文化財・近代化産業遺産） - 1923年（大正12年）施工。現在は明治村に玄関部のみ保存。愛知県犬山市内山1
- 六甲山ホテル旧館（近代化産業遺産） - 1929年（昭和4年）創業時の建物。耐震性等の理由により2015年12月20日をもって宿泊営業を取りやめた[8]。その後ホテルの経営が阪急阪神ホールディングスから八光自動車に移管され、外観修復の上で2019年7月20日に「六甲山サイレンスリゾート」の名称で旧館の利用（カフェギャラリー等）を再開した[9]。兵庫県神戸市灘区六甲山町南六甲1034
- 甲子園ホテル（近代化産業遺産） - 1930年（昭和5年）施工、1944年（昭和19年）海軍病院に。現在は武庫川女子大学の施設。兵庫県西宮市戸崎町1-13
- 琵琶湖ホテル（近代化産業遺産） - 1934年（昭和9年）施工、1998年（平成10年）ホテルの移転新築に伴い敷地及び建物を大津市に譲渡。現在建物は文化施設「びわ湖大津館」として活用されている。滋賀県大津市柳が崎5-35
- 志賀高原ホテル（近代化産業遺産） - 1937年（昭和12年）施工、1999年（平成11年）閉鎖。2002年（平成14年）より財団法人和合会運営の「志賀高原歴史記念館」として毎年5月1日から10月31日までの期間限定で公開されている。長野県下高井郡山ノ内町平穏7148−203

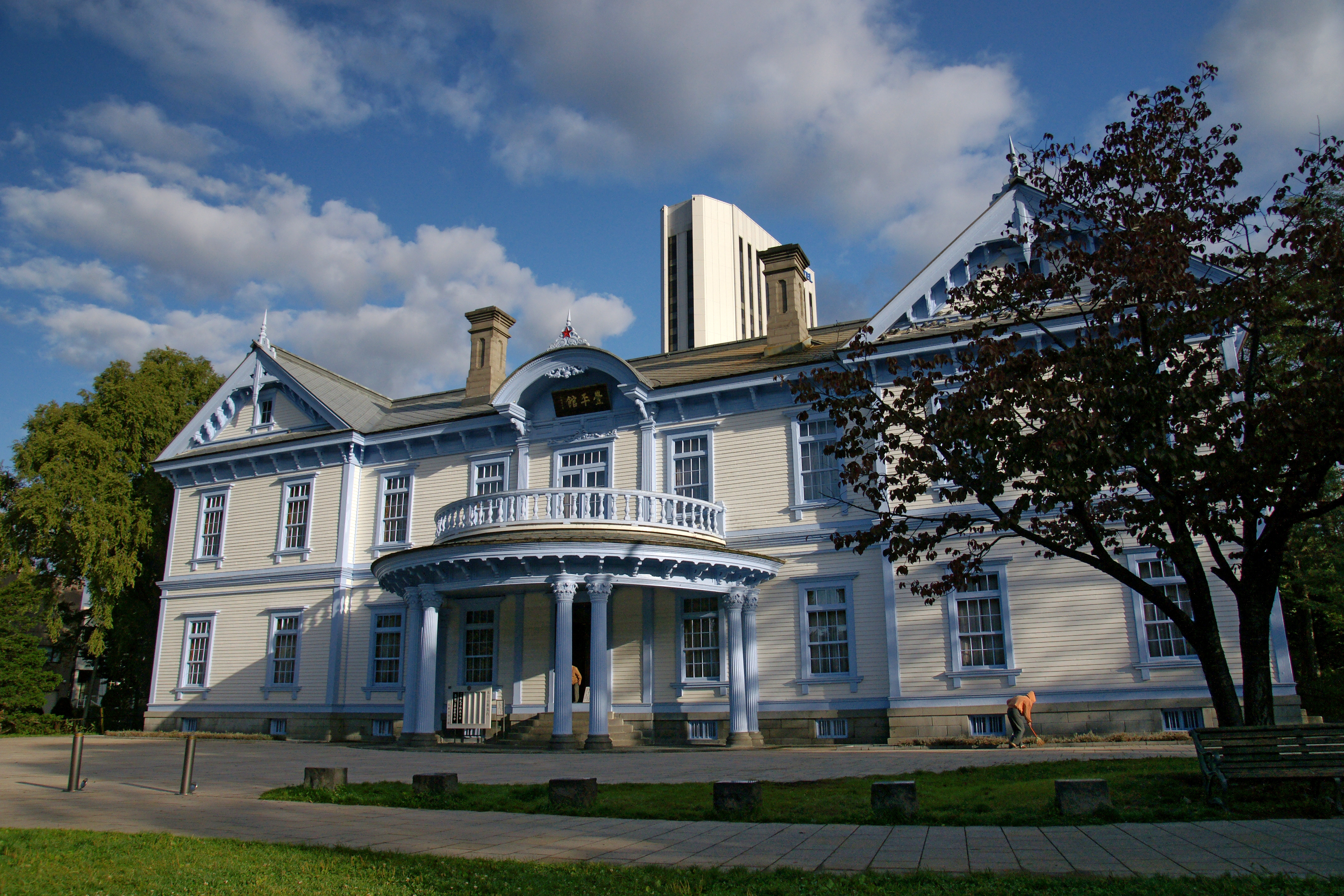
豊平館
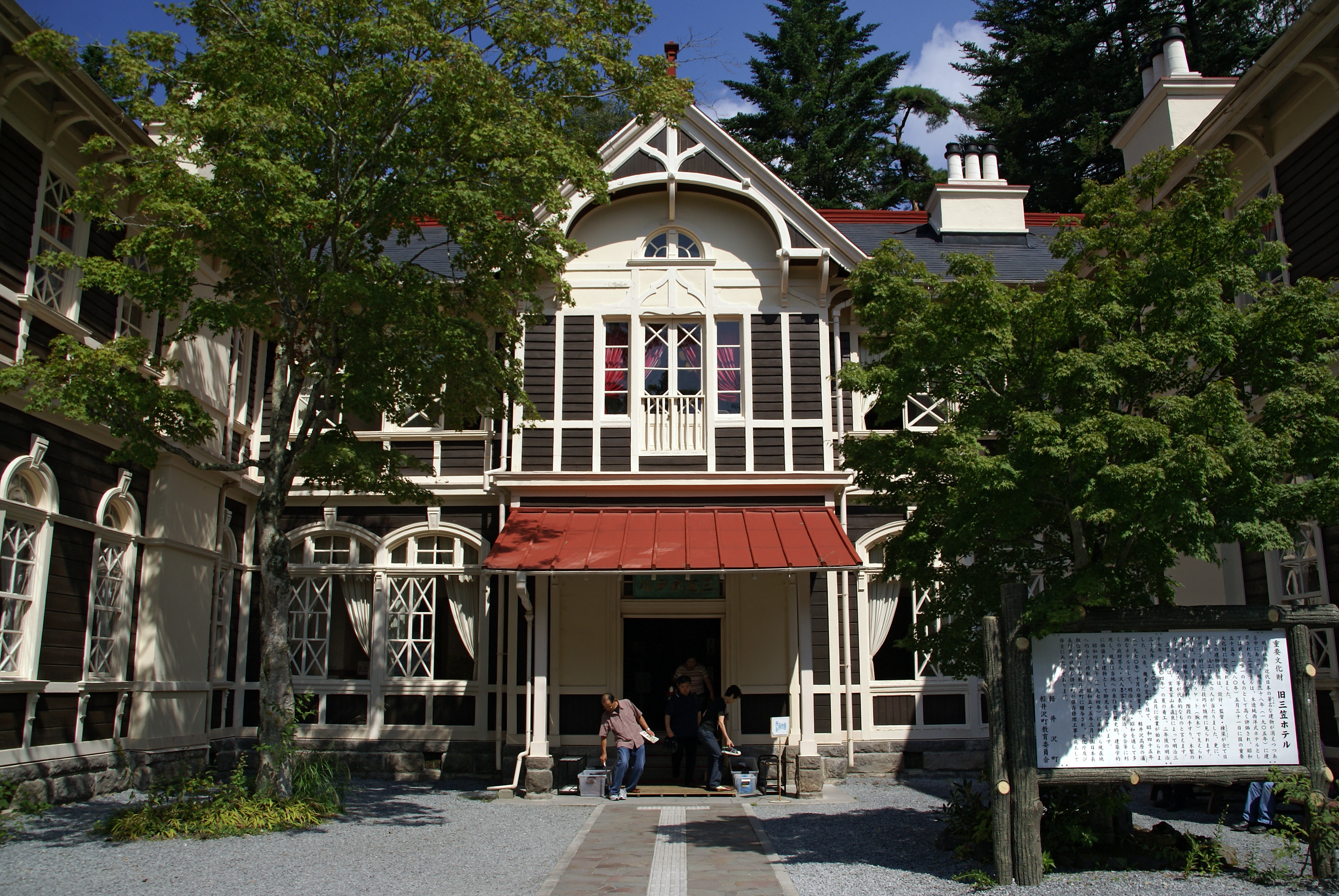
三笠ホテル
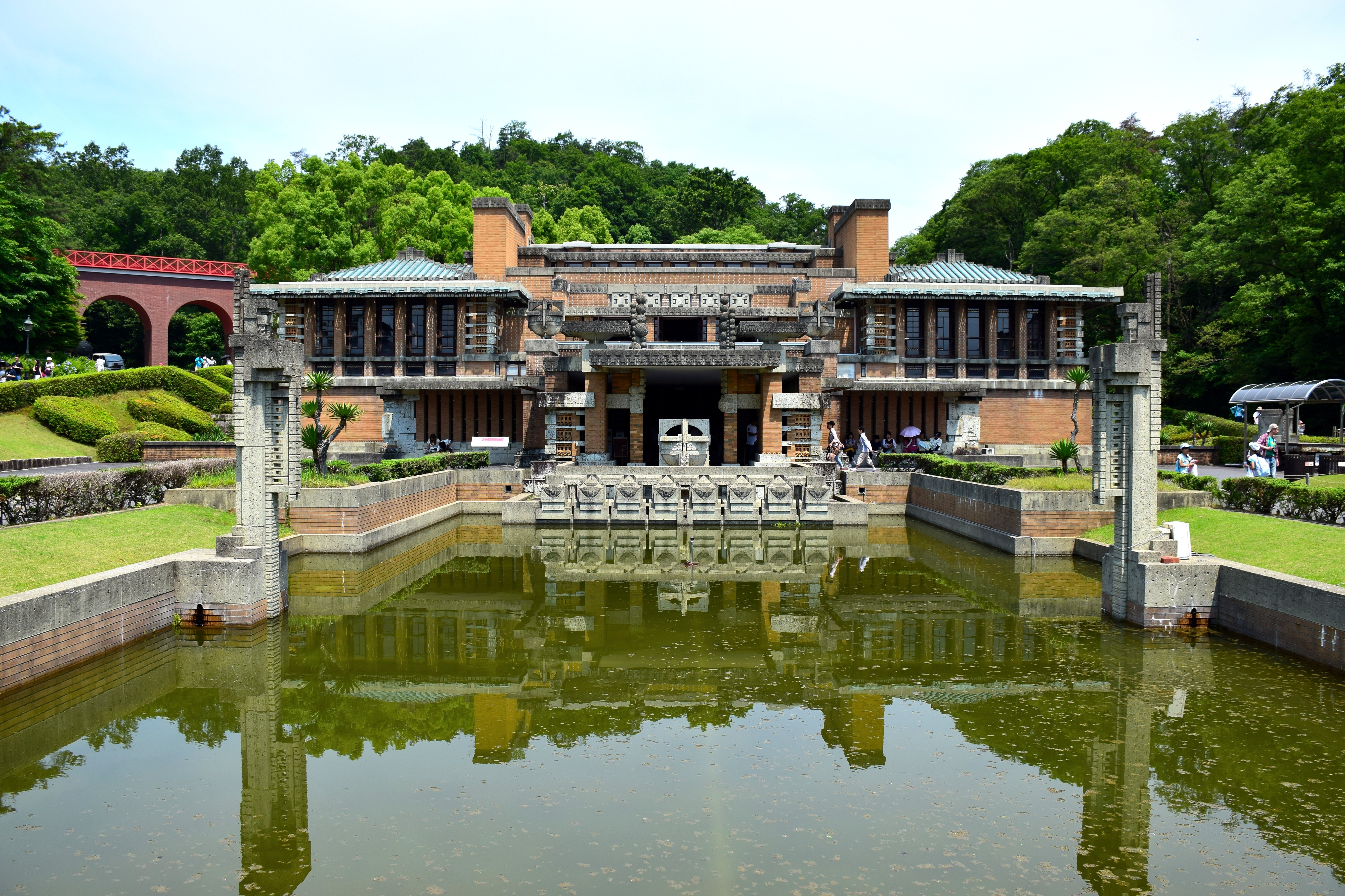
帝国ホテル・ライト館
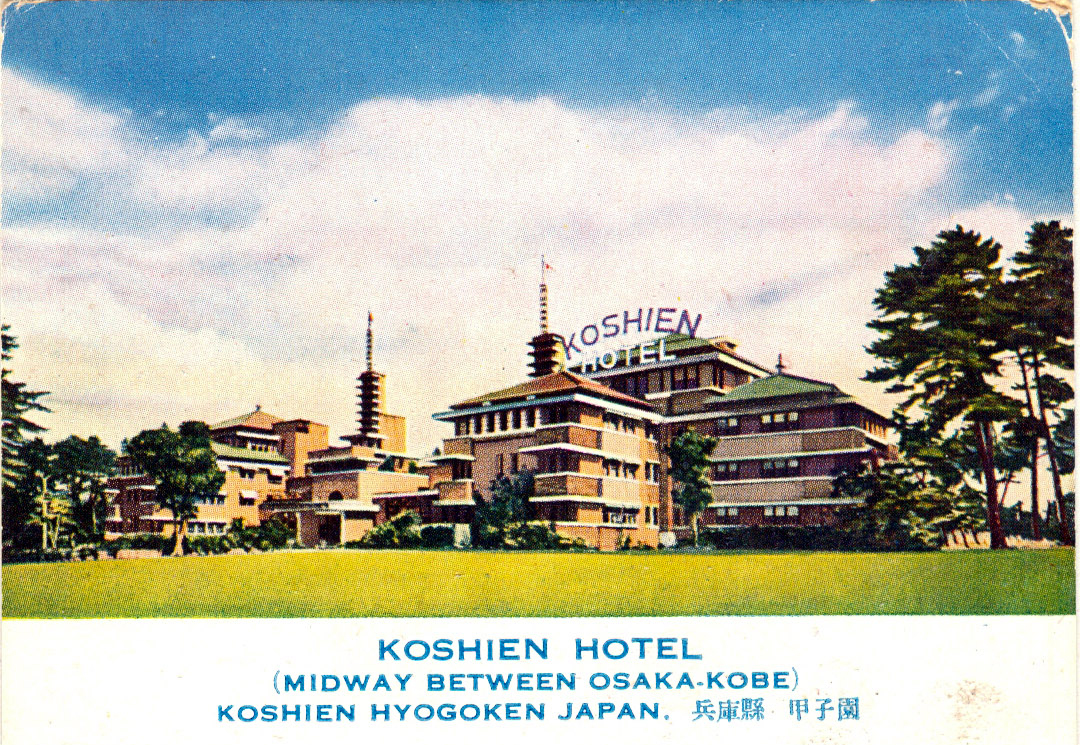
甲子園ホテル
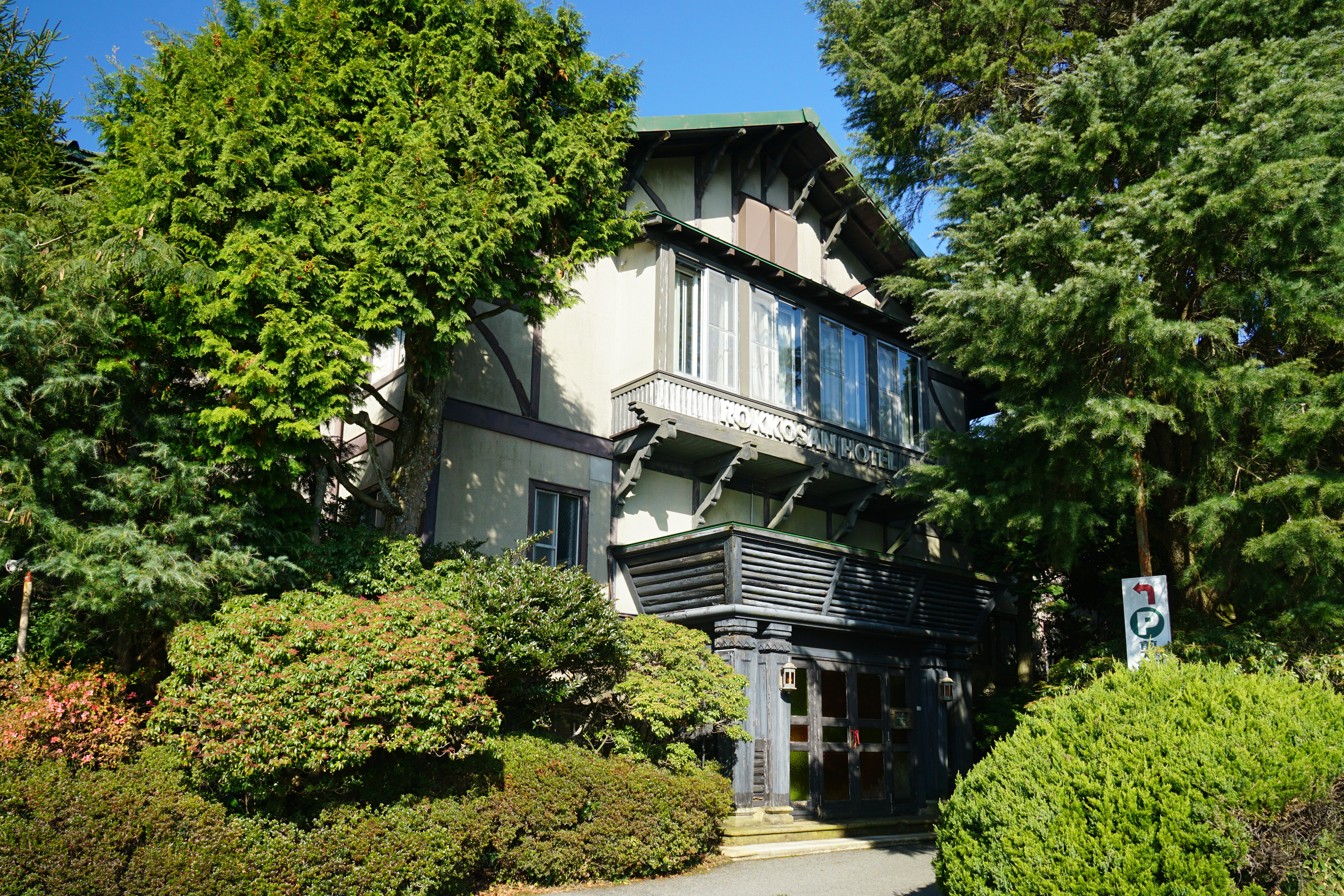
六甲山ホテル

### 上記以外で現存する戦前のホテル建築
- 澤野ビルヂング（現・伏見ビル） - 1923年（大正12年）創業[10]。ホテルとしての営業終了時期は不明だが、昭和初期にオーナーが代わったあとにテナントビルになった[10]。登録有形文化財[11]。大阪市中央区伏見町2-21-1
- 摩耶観光ホテル（登録有形文化財） - 1929年（昭和4年）創業。その姿から「軍艦ホテル」の異名があった。第二次大戦中の1945年（昭和20年）に休業。戦後の1961年（昭和37年）に再開したが1967年（昭和42年）頃に休業。その後は「摩耶学生センター」として使用されていたが1994年（平成6年）に終了。現在は廃墟として知られるようになっている。兵庫県神戸市灘区畑原
- 伊香保観光ホテル - 1929年（昭和4年）建築[12]。1998年（平成10年）に国の登録有形文化財に登録されたが、その後廃業した[13]。群馬県渋川市伊香保町伊香保字甲境沢550-1[12]。
- 仙石温泉ホテル - 1937年（昭和12年）、予定されていた東京オリンピックに向けて開業。1987年（昭和62年）閉鎖。建物は戦後に大幅な増改築を受けているが現存。神奈川県足柄下郡箱根町仙石原

### 建物が現存しない戦前のホテル建築
- オリエンタルホテル - 1870年開業、1945年（昭和20年）に爆撃により1907年（明治40年）築の建物半壊、その後解体。兵庫県神戸市中央区海岸通。
- トアホテル - 1908年（明治41年）開業、1950年（昭和25年）創業時の建物焼失。兵庫県神戸市中央区北野町。
- 宮島ホテル - 1912年創業[14]。1915年に洋館が焼失し、1917年にヤン・レッツェル設計で再建[14]。占領軍接収中の1952年に焼失[14][15]。広島県佐伯郡厳島町。
- 松島パークホテル - 1913年（大正2年）開業[15]。1969年（昭和44年）に火災で焼失。跡地は公園になっている。宮城県松島町松島浪打浜。
- 熱海ホテル - 1922年（大正11年）開業、1977年（昭和52年）廃業。静岡県熱海市。
- 丸ノ内ホテル（旧本館） - 1924年（大正13年）開業、2001年（平成13年）解体。東京都千代田区丸の内。
- 逗子なぎさホテル - 1926年（大正15年）開業、1989年（平成元年）閉鎖。神奈川県逗子市新宿。
- 宝塚ホテル旧館 - 1926年（大正15年）5月開業。兵庫県より景観形成重要建造物に指定されていた。2020年3月限りで営業を終了し、建物は解体されて跡地には分譲マンションが建設される予定[16]。兵庫県宝塚市梅野町1-46。
- バンドホテル - 1928年（昭和3年）開業、1999年（平成11年）解体。神奈川県横浜市中区新山下。
- 京都ホテル旧本館 - 1928年（昭和3年）開業、1991年（平成3年）解体。
- 京都ステーションホテル - 1928年（昭和3年）開業、1984年（昭和59年）廃業。京都市下京区東塩小路町。
- 京品ホテル - 1871年（明治4年）旅館として開業、1930年（昭和5年）に建築された建物が戦後も長く使われた。2008年10月20日廃業。廃業後も従業員が自主営業を続けたが、経営側の申し立てによる強制執行で2009年1月に閉鎖された。港区の歴史的建造物に指定されていたが、2010年に解体された。
- 阿部野橋ホテル - 1931年（昭和6年）開業。ホテルとしての営業終了時期不明。戦後、1948年に郵政省が購入し、近畿電波監理局庁舎や浪速郵便局阿部野橋分室、大手前看護専門学校などが入居していた。2014年に閉鎖、2015年に解体。跡地はドンキホーテホールディングス（現・パン・パシフィック・インターナショナルホールディングス）が購入し、店舗とホテルの複合ビル（ドンキホーテ あべの天王寺駅前店）が2017年4月にオープンした。大阪市阿倍野区旭町。
- 白雲楼ホテル - 1932年（昭和7年）開業、1999年（平成11年）倒産、2006年（平成18年）解体。石川県金沢市。
- 山王ホテル - 1932年（昭和7年）開業。1946年（昭和21年）9月米軍により接収され、軍関係者のためのホテル兼宿舎として使用される。1983年(昭和58年)10月5日に閉鎖。2000年(平成12年)1月、跡地に山王パークタワーが竣工する。東京都千代田区永田町。
- 八州ホテル - 1932年（昭和7年）7月開業。空襲の罹災により川崎航空機に貸与、戦後の米軍の接収を経て、1952年（昭和27年）「ホテルヤシマ」として再開。1957年（昭和32年）閉鎖。1959年(昭和34年）11月、跡地に東京建物日本橋ビルが竣工する。東京都中央区日本橋。
- 上高地帝国ホテル（旧） - 1933年（昭和8年）に上高地ホテルとして開業、1975年（昭和50年）に建て替え決定。1977年（昭和52年）に竣工した現在のホテルは元の建物の外観を再現する形で設計された。
- 札幌グランドホテル旧本館 - 1934年（昭和9年）開業。「北の迎賓館」の異名を取った。1973年（昭和48年）解体。
- 新大阪ホテル - 1935年（昭和10年）、中之島で創業。全館空調を採用した日本最初のホテルであったとされる。現在のリーガロイヤルホテルの前身。1973年（昭和48年）閉鎖、解体。跡地には住友中之島ビルが建てられた。
- 富士ビューホテル - 1936年(昭和11年）開業。創業時の建物は1985年に解体。山梨県河口湖町。
- 唐津シーサイドホテル - 1936年（昭和11年）開業。1963年取り壊し。現在の同名ホテルは別資本。佐賀県唐津市。
- 野尻湖ホテル - 1937年（昭和12年）開業。珍しい茅葺き屋根のホテルであった。1997年（平成9年）閉鎖、2003年（平成15年）解体。現存する野尻湖ホテル（旧野尻湖プリンスホテル）とは別のホテル。長野県信濃町。
- 赤倉観光ホテル（旧） - 1937年（昭和12年）開業。戦前は一時期赤倉帝国ホテルと称した。1965年（昭和40年）に火災で焼失。翌年再建された現ホテルは、旧ホテルのイメージを引き継ぐ形で設計された。新潟県妙高市。
- 須磨観光ハウス - 1938年（昭和13年）、神戸市の迎賓施設として建てられたもの。2024年2月に火災で焼失。神戸市須磨区西須磨字鉄拐７番地
- 第一ホテル - 1938年（昭和13年）開業。当時626室で「東洋一の客室数」と呼ばれた。1993年（平成5年）に建て替えられ、「第一ホテル東京」となる。東京都港区。
- 強羅ホテル - 1938年（昭和13年）開業。戦争中に東急が買収し、戦後国際興業に移る。1998年（平成10年）閉鎖。神奈川県箱根町。
- 阿蘇観光ホテル本館 - 1939年（昭和14年）開業。昭和30年代後半に火災で焼失。再建後のホテルも2000年に廃業した。
- 日光観光ホテル - 1940年（昭和15年)開業。占領軍接収中の1949年に火災で焼失。再建後は金谷ホテルの傘下に入り、現在は中禅寺金谷ホテル。栃木県日光市。

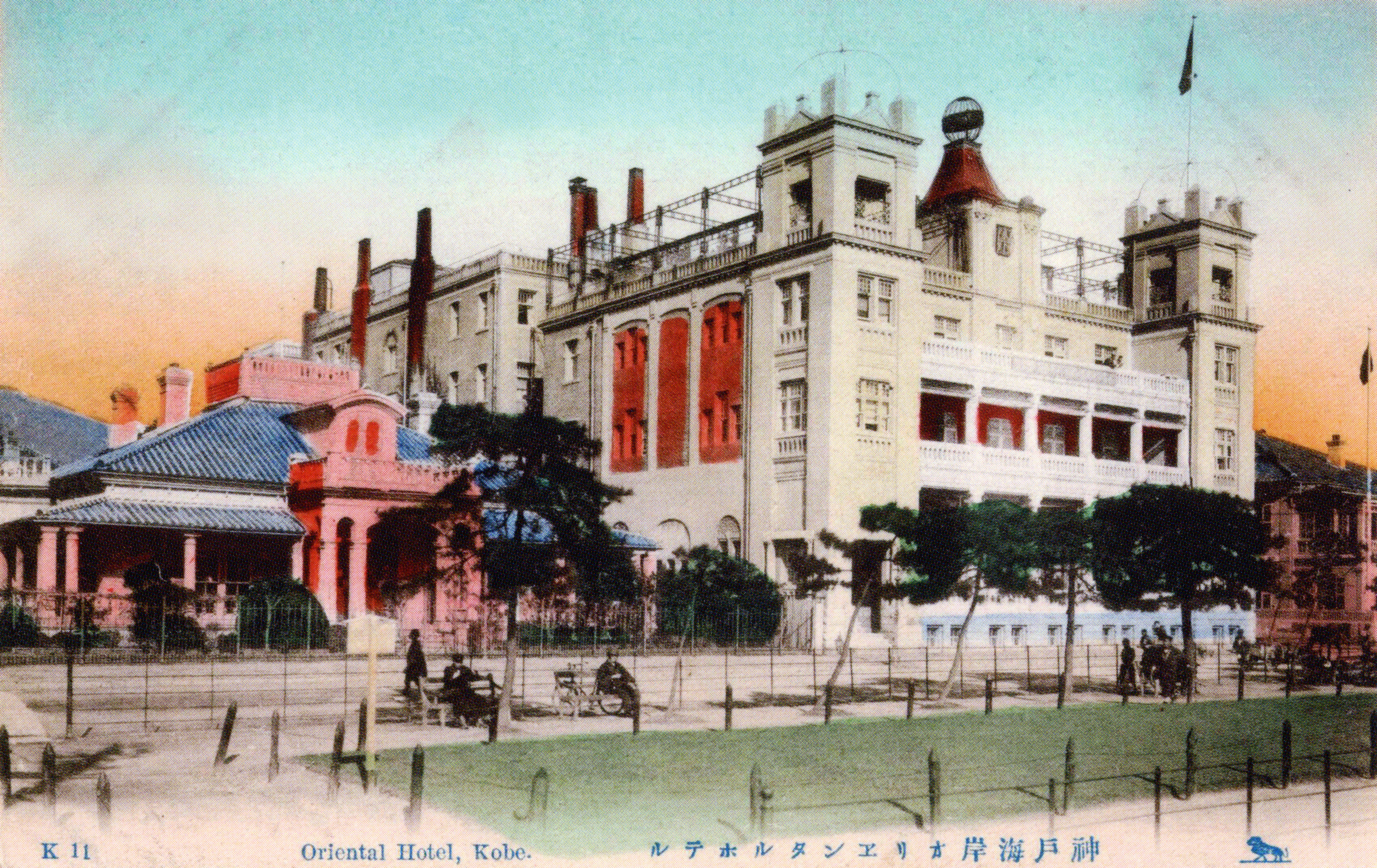
オリエンタルホテル
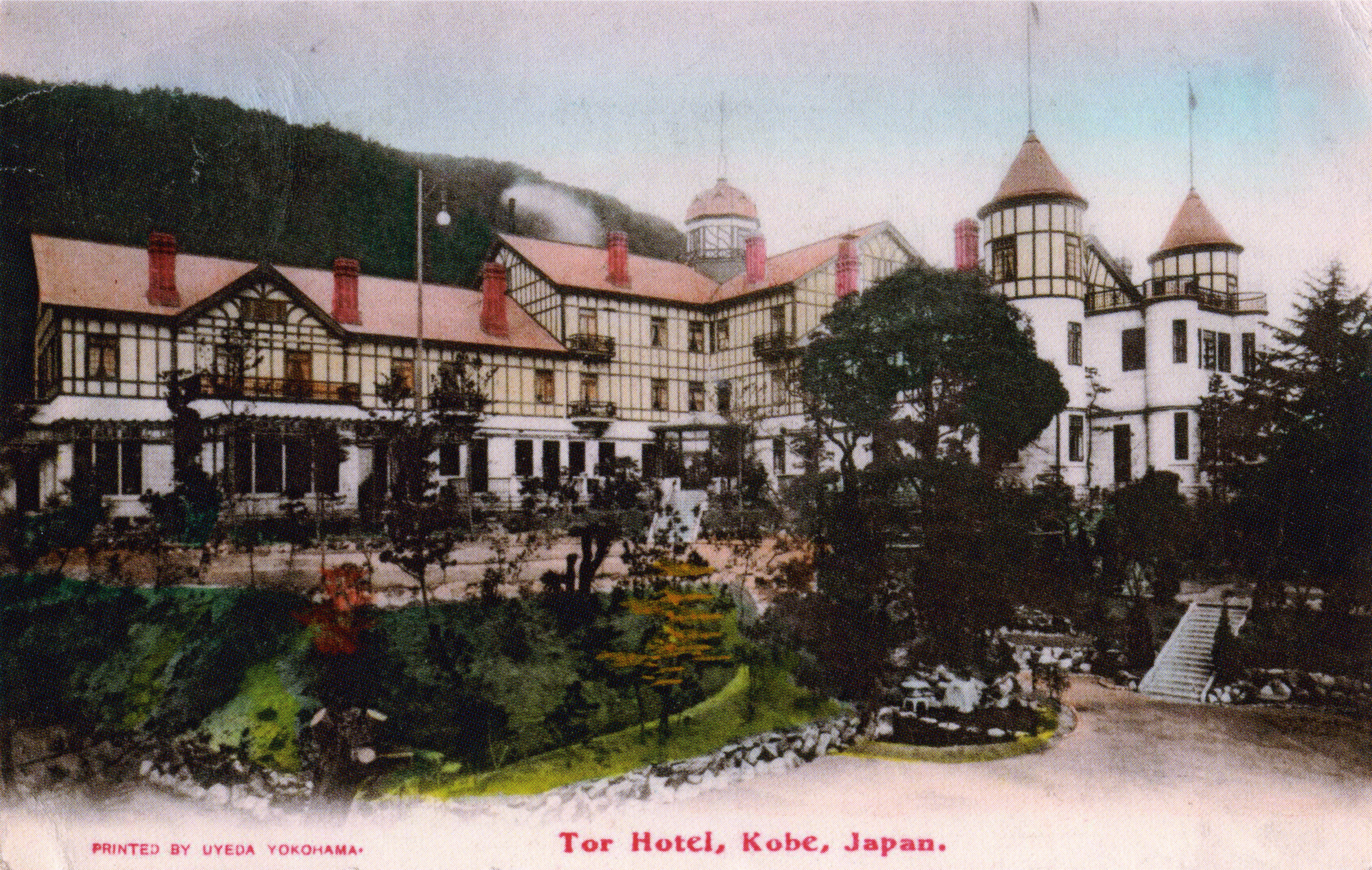
トアホテル
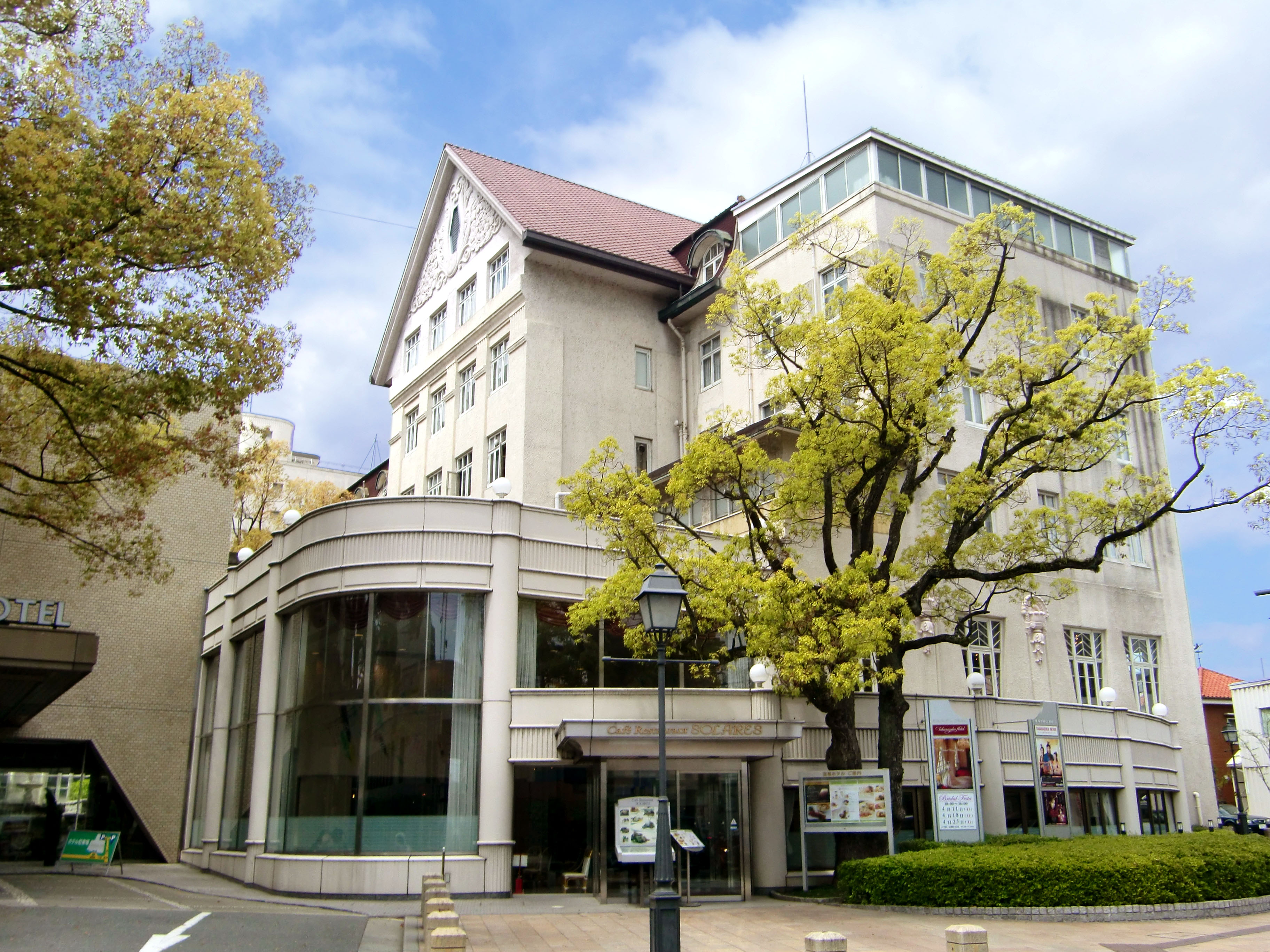
宝塚ホテル

### ホテル以外の戦前の建築を転用したホテル
- 倉敷アイビースクエア（近代化産業遺産） - 1889年（明治22年）建築。旧倉敷紡績所。岡山県倉敷市本町7-2。
- 楽々荘 - 1899年（明治32年）建築、旧田中源太郎邸。京都府亀岡市北町44番地。現在は飲食店がんことなり、宿泊はできない。
- ヴィラ・デル・ソル - 1899年（明治32年）建築。徳川頼倫侯爵邸の私立図書館であった南葵文庫を移築。静岡県熱海市伊豆山759。
- 舞子ホテル - 1915年（大正4年）建築、旧日下部汽船迎賓館兼日下部久太郎別邸、1942年（昭和17年）開業。兵庫県神戸市垂水区舞子台2-5-41。廃業。土地建物は長谷工コーポレーションが取得。
- ホテルヴィブラントオタル - 1923年（大正12年）建築、2002年（平成14年）ホテル1-2-3小樽として開業。旧北海道拓殖銀行小樽支店。北海道小樽市色内1-3-1。
- NIPPONIA HOTEL 高野山 参詣鉄道 Operated by KIRINJI - 1925年（大正14年）建築、2019年（令和元年）に高野下駅の一部駅舎を改装し関西初の駅舎ホテルとして開業。和歌山県伊都郡九度山町大字椎出8番地1
- シタディーンなんば大阪 -	1928年（昭和3年）建築、国指定重要文化財。元松坂屋大阪店。設計鈴木禎次。大阪府大阪市浪速区日本橋3-5-25
- シェアホテルズ ハコバ函館 - 1932年（昭和7年）建築。旧安田銀行函館支店を利用。元の「ホテルニューハコダテ」は2010年1月20日閉館。2017年6月から現在の形態で再出発。北海道函館市末広町23-9。
- 丸福樓 - 1930年（昭和5年）建築、2022年（令和4年）に現名称のホテルとして開業。旧任天堂本社。京都府京都市下京区正面通木屋町東入ル鍵屋町342。
- ザ・ホテル青龍 京都清水-1933年（昭和8年）建築、2020年（令和2年）開業。旧京都市立清水小学校。京都市東山区清水二丁目204-2。
- 岬観光ホテル（登録有形文化財）-1933年（昭和8年）建築。元は資産家の別荘だったが、1935年（昭和10年）にホテルとして開業する。高知県室戸市室戸岬町4037。
- 学士会館 - 1934年（昭和9年）建築、1956年（昭和31年）一部を除きホテルとして一般開放。東京都千代田区神田錦町3-28。
- 山の上ホテル - 1936年（昭和11年）建築、1954年（昭和29年）開業。日本生活協会が建てた旧佐藤新興生活館。東京都千代田区神田駿河台1-1。

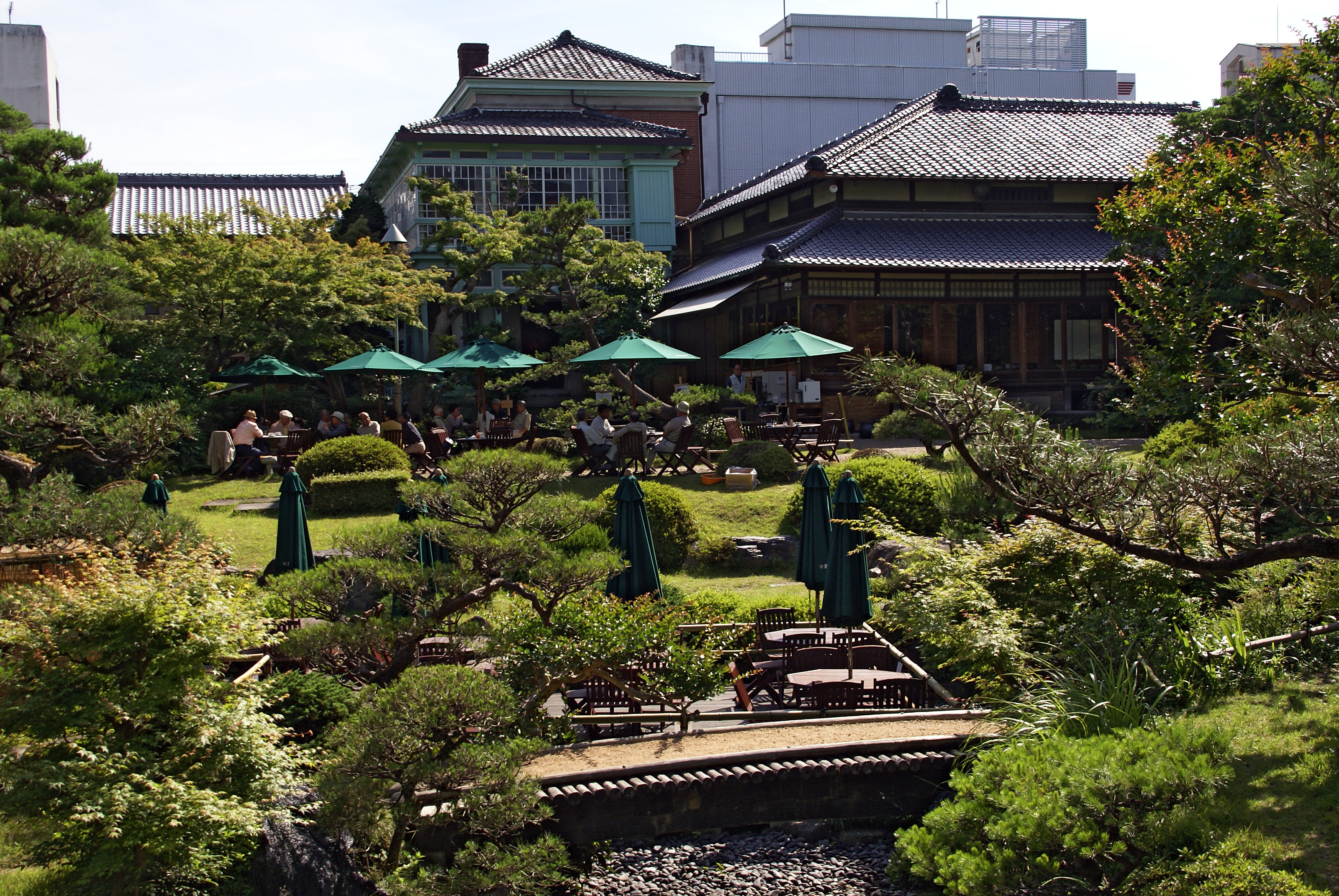
楽々荘
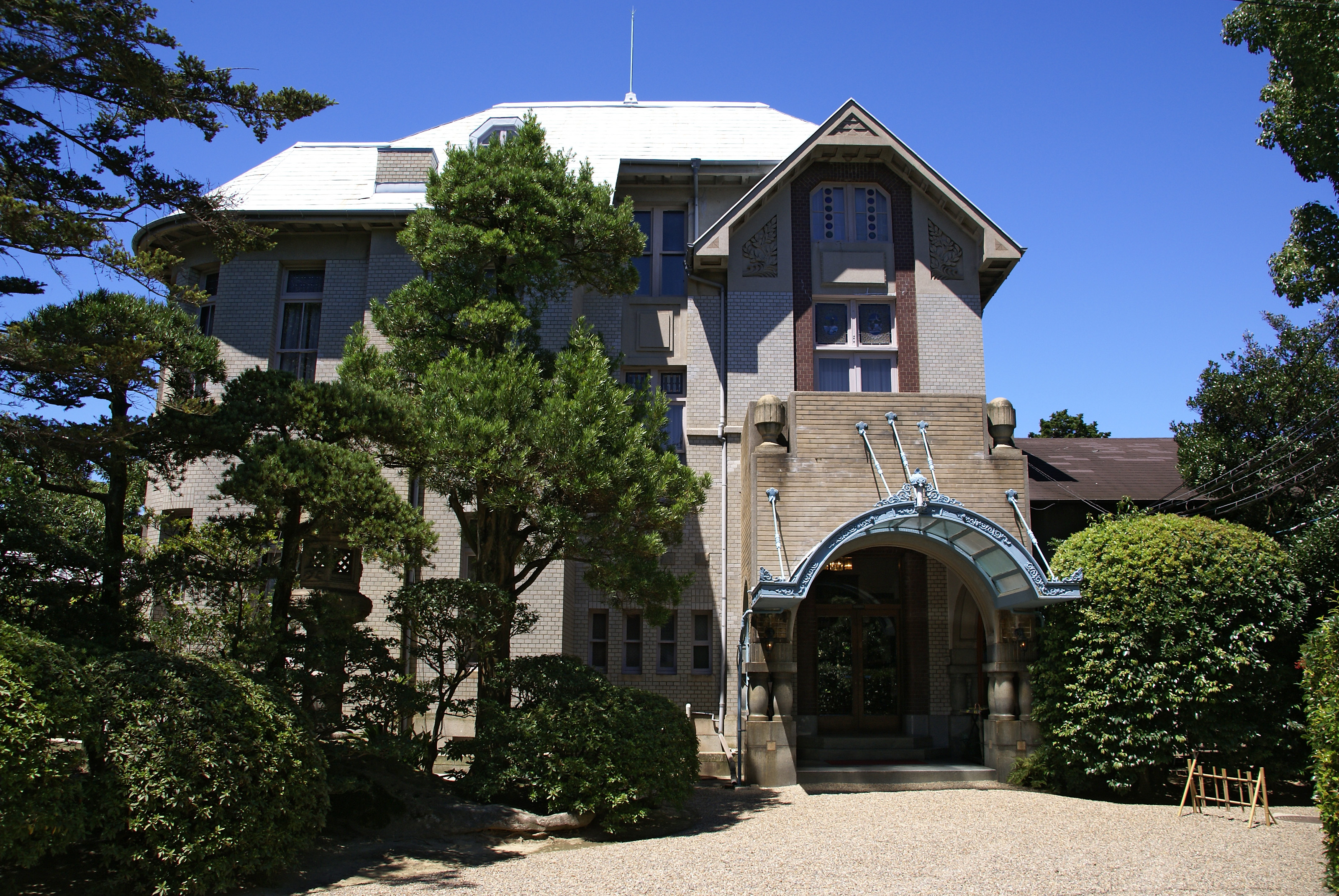
舞子ホテル
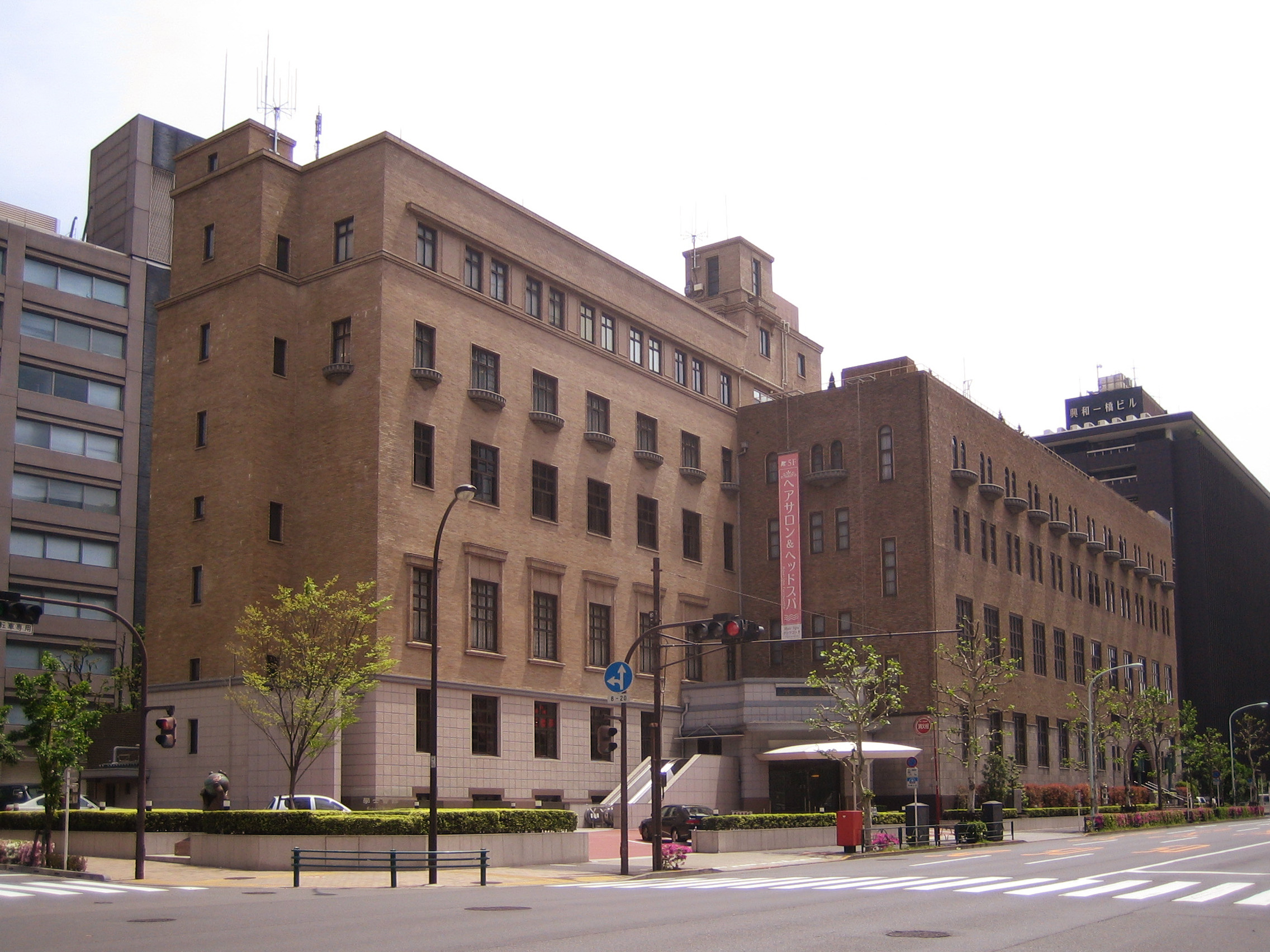
学士会館
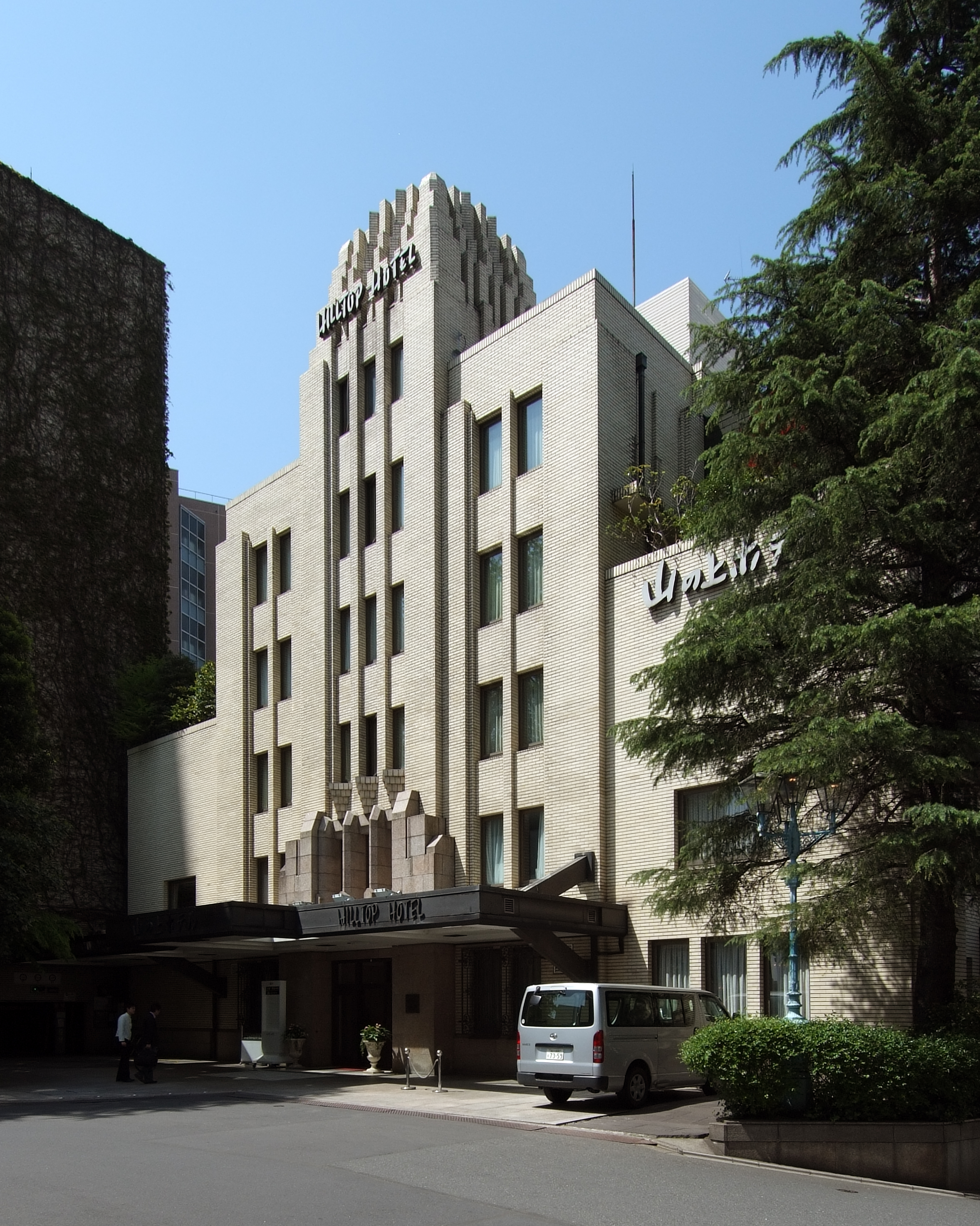
山の上ホテル

## 関連文献
- オフィスビル総合研究所他『都市の記憶II 日本の駅舎とクラシックホテル』（白揚社、2005年）
- 砂本文彦『近代日本の国際リゾート』（青弓社、2008年）